# بی‌بی‌رحیمه
زیارتگاه بی‌بی رحیمه، در روستای مذهبی نارداران در حدود ۱۵ کیلومتری شمال باکو قرار دارد. بسیاری از مردم مسلمان جمهوری آذربایجان سفر زیارتی خود به مشهد و قم را از این زیارتگاه آغاز می‌کنند.
برخی مسافران ایرانی در جمهوری آذربایجان زیارت «بی‌بی رحیمه» و «بی‌بی هیبت» را از جمله برنامه‌های سفر خود به این جمهوری می‌دانند.

## شجره نامه
اطلاعات تاریخی موجود در مورد زیارتگاه‌های این سرزمین چندان دقیق و واضح نیست، اما مردم جمهوری آذربایجان سینه به سینه این روایت را شنیده و نقل کرده‌اند که «بی‌بی رحیمه» و «بی‌بی هیبت» از جمله فرزندان موسی بن جعفر و از خواهران علی بن موسی الرضا امام هشتم شیعیان هستند که همانند برادر خود و نیز همانند خواهرش حضرت معصومه بر اثر ظلم و جور خلفای عباسی به ایران آن زمان سفر کردند.
حرم «بی‌بی هیبت» در قصبه شیخلار در نزدیکی باکو می‌باشد.

## تاریخچه
هجرت «بی‌بی رحیمه» ابتدا به شهر انزلی و سپس به قصبه نارداران در حومه باکو صورت گرفته و او در همین محل درگذشت و قبر او در شهر مذهبی نارداران محل زیارت است.